# 上野晃
上野 晃（うえの あきら、1952年2月6日 - ）は、日本の男性アナウンサー。

## 来歴・人物
石川県羽咋市出身。駒澤大学卒。1976年にテレビ和歌山（WTV）へ入社、1980年春にテレビ埼玉（TVS）へ移籍。TVS在籍時は、報道制作局アナウンス室長を務めた。のべ22年に渡る局アナ生活ののち、1998年よりフリーアナウンサーへ転身。
WTV入社以来、TVS移籍後も、野球・ゴルフ・サッカーなどのスポーツ番組を中心に、音楽、ニュース、特番など担当し、フリー転身後もTVS（2006年4月以降の愛称は、テレ玉）のスポーツ中継でメインアナウンサーを務める。また、CS放送のスポーツ番組を各種担当している（野球、サッカーのほか、ボウリングなど）。東京MX・MXスタジアム、パ・リーグ応援宣言!ホークス中継を担当。
ティーシーピーアーティスト（TCP Artist）にて講師を務める。

## 主な出演番組

### スポーツ関連
- プロ野球中継
  - 主に パシフィック・リーグの埼玉西武ライオンズ主催試合[8] または北海道日本ハムファイターズ主催試合[9]（東京ドーム開催試合。札幌ドームで行われた試合に出演したこともあった）
    - テレビ埼玉制作・放送分（ライオンズアワーorヒットナイター）
    - GAORAプロ野球中継[10]
    - 東北楽天ゴールデンイーグルス主催試合テレビ中継（CS：スカパー!、スカイ・エー→J SPORTS→日テレプラス、BS：BS11、BS12 TwellV）
    - TOKYO MX制作・放送分（パ・リーグ応援宣言!ホークス中継（2016年からホームゲームにて不定期実況。2020年以後は主にビジター中継（日本ハム戦・オリックス戦）が中心である。）

  - セントラル・リーグの試合
    - 侍プロ野球（横浜DeNAベイスターズ主管試合 TBSch2）

  - スカパー!MLBライブ（MLB中継。パーフェクト・チョイス）[11]
- はつらつライオンズ（テレビ埼玉）[12]
- LIONS CHANNEL（2014年3月31日 - 2015年12月28日、テレビ埼玉）
- ビバ・ゴルフ
- 日本プロサッカーリーグ（Jリーグ）中継
  - スーパーJリーグマッチ（テレビ埼玉。浦和レッズ戦）
  - J-LEAGUE WIDE（TBSチャンネルのみ）
  - スカパー!向け放映分 ※2008年はTBSチャンネル向けさいたまダービー中継の実況を担当。
- GO!GO!レッズ（テレビ埼玉。初代MC…出演：1993年4月3日 - 1998年3月27日[13]）
- アメリカンフットボール中継
- 全国高校野球地方予選大会中継
  - 全国高校野球埼玉大会（開会式・決勝戦は毎年担当。テレビ埼玉在籍時は毎日のように実況を担当。西武戦実況と掛け持ちする場合もある）
  - 全国高校野球千葉大会（2004年頃まで毎年2 - 3試合ほど、埼玉大会非開催日に担当）
- 高校サッカー埼玉大会中継
- 都市対抗野球大会中継

### スポーツ以外
- ハッピーリビング（テレビ埼玉。1980年 - 1981年）
- スタジオセブン（テレビ埼玉。1980年10月 - 1982年3月）
- テレメディア730（テレビ埼玉。1984年10月 - 1991年3月）
- 常盤6丁目情報局（テレビ埼玉）
- SOUND SUPER CITY（テレビ埼玉）

## 参考資料
- 『プロ野球12球団全選手百科名鑑』『12球団全選手カラー百科名鑑』シリーズ
  - '98プロ野球全選手百科名鑑（『ホームラン』1998年3月号増刊。1998年3月31日、日本スポーツ出版社発行）
  - 12球団全選手カラー百科名鑑2000（『ホームラン』2000年3月号増刊。2000年3月31日、日本スポーツ出版社発行）
  - 12球団全選手カラー百科名鑑2006（『ホームラン』2006年3月号増刊。2006年3月31日、日本スポーツ出版社発行）
  - 12球団全選手カラー百科名鑑2007（『ホームラン』2007年3月号増刊。2007年3月26日、日本スポーツ出版社発行）
  - 12球団全選手カラー百科名鑑2008（『ネットマネー』2008年3月号増刊。2008年3月31日、廣済堂出版発行）
  - 12球団全選手カラー百科名鑑2009（『ホームラン』2009年3月号増刊。2009年3月1日、廣済堂出版発行）
- プロ野球選手カラー名鑑2007（2007年4月6日、日刊スポーツ出版社発行） ISBN 9784817253262